# Maksims Toņiševs
Maksims Toņiševs (Riga, 12 de mayo de 2000) es un futbolista letón que juega en la demarcación de defensa para el Riga F. C. de la Virslīga.

## Selección nacional
Tras jugar en la selección de fútbol sub-17 de Letonia, la sub-18, la sub-19 y la sub-21, finalmente hizo su debut con la selección absoluta el 19 de junio de 2023 en un partido de clasificación para la Eurocopa 2024 contra Armenia que finalizó con un resultado de 2-1 a favor del combinado armenio tras los goles de Nair Tiknizyan y Tigran Barseghyan para Armenia, y un autogol de Styopa Mkrtchyan para Letonia.

## Clubes
| Club                    | País    | Año       | Partidos | Goles |
| ----------------------- | ------- | --------- | -------- | ----- |
| FK RFS                  | Letonia | 2018      | 2        | 1     |
| BFC Daugavpils (cedido) | Letonia | 2019      | 28       | 0     |
| FK RFS                  | Letonia | 2020      | 3        | 0     |
| BFC Daugavpils (cedido) | Letonia | 2020      | 15       | 1     |
| Valmiera FC             | Letonia | 2021-2024 | 124      | 3     |
| Riga F. C.              | Letonia | 2025-     | 12       | 0     |

## Palmarés

### Títulos nacionales
| Título   | Club        | País    | Año  |
| -------- | ----------- | ------- | ---- |
| Virslīga | Valmiera FC | Letonia | 2022 |